# 太平洋鲍曼氏菌
太平洋鲍曼氏菌（学名：Bowmanella pacifica）是鲍曼氏菌属的下属物种。此物种是一种革兰氏阴性、好氧、运动性、不形成孢子、过氧化氢酶阳性、氧化酶阳性、中度嗜盐且嗜温的杆状细菌。此物种可以降解芘。此物种通过至少一根极鞭毛运动。此物种最早从太平洋沉积物中富集的芘降解聚生体中分离出来。